# Kiersnówka
Kiersnówka [pronunciación en polaco: /kʲɛrsˈnufka/] es un pueblo ubicado en el distrito administrativo de Gmina Suchowola, dentro del Condado de Sokółka, Voivodato de Podlaquia, en el norte de Polonia oriental. Se encuentra aproximadamente a 8 kilómetros al noreste de Suchowola, a 35 kilómetros al noroeste de Sokółka, y a 58 kilómetros al norte de la capital regional Białystok.